# ロバート・モンゴメリー
ロバート・モンゴメリー（Robert Montgomery, 1904年5月21日 - 1981年9月27日）は、アメリカ合衆国の俳優、映画監督、映画プロデューサーである。

## 人物・来歴
1904年（明治37年）5月21日、アメリカのニューヨーク州ビーコンに生まれる。
1929年（昭和4年）、25歳のころ、MGMで、ジョン・S・ロバートソン監督のグレタ・ガルボ主演映画『船出の朝』にエキストラ出演する。
1933年（昭和8年）、映画俳優組合の結成に参加、1935年（昭和10年） - 1938年（昭和13年）、第二次世界大戦後の1946年（昭和21年） - 1947年（昭和22年）の2回にわたって代表を務めた。
1946年（昭和21年）、レイモンド・チャンドラー原作の映画『湖中の女』でフィリップ・マーロウを演じ、同作で映画監督としてデビューした。同作は、フランスの詩人・映画監督のジャン・コクトーらが主宰するシネクラブ「オブジェクティフ49」が1949年（昭和24年）7月29日 - 8月5日に、ピレネー＝アトランティック県ビアリッツで開いた「呪われた映画祭」に選ばれ、上映された。
1950年（昭和25年）1月30日、テレビ映画シリーズ『ロバート・モンゴメリー・プレゼンツ』が、NBCで放映を開始する。のちに『奥さまは魔女』の主人公サマンサ役で知られる次女のエリザベス・モンゴメリーは、同番組で1955年にデビューしている。同番組は、1957年（昭和32年）6月24日までつづいた。
1981年（昭和56年）9月27日、ニューヨーク州ニューヨークで死去した。満77歳没。ハリウッド・ウォーク・オブ・フェームに、映画（6440 Hollywood Blvd.）とテレビ（1631 Vine Street）における功績により、2か所に名を残す。

## フィルモグラフィ
- 『船出の朝』 The Single Standard : 監督ジョン・S・ロバートソン（英語版）、1929年 - エキストラ出演
- 『スポーツ王国』 So This Is College : 監督サム・ウッド、1929年 - 出演
- 『花嫁修業』 Untamed : 監督ジャック・コンウェイ、1929年 - 出演
- Their Own Desire : 監督E・メイソン・ホッパー、1929年 - 出演
- 『キートンのエキストラ』 Free and Easy : 監督エドワード・セジウィック（英語版）、1930年 - 出演
- 『結婚双紙』 The Divorcee : 監督ロバート・Z・レナード、1930年 - 出演
- 『ゴルフ狂時代』 Love in the Rough : 監督チャールズ・F・ライスナー（英語版）、1930年 - 出演
- 『ビッグ・ハウス』 The Big House : 監督ジョージ・ウィリアム・ヒル（英語版）、1930年 - 出演
- The Sins of the Children : 監督サム・ウッド、1930年 - 出演
- 『デパートの横顔』 Our Blushing Brides : 監督ハリー・ボーモント、1930年 - 出演
- War Nurse : 監督エドガー・セルウィン（英語版）、1930年 - 出演
- 『インスピレーション』 Inspiration : 監督クラレンス・ブラウン、1931年 - 出演
- The Easiest Way : 監督ジャック・コンウェイ、1931年 - 出演
- 『仮染の唇』 Strangers May Kiss : 監督ジョージ・フィッツモーリス（英語版）、1931年 - 出演
- 『燃ゆる海原』 Shipmates : 監督ハリー・A・ポラード、1931年 - 出演
- The Man in Possession : 監督サム・ウッド、1931年 - 出演
- 『夫婦戦線』 Private Lives : 監督シドニー・フランクリン、1931年 - 出演
- Lovers Courageous : 監督ロバート・Z・レナード、1932年 - 出演
- But the Flesh Is Weak : 監督ジャック・コンウェイ、1932年 - 出演
- 『令嬢殺人事件』 Letty Lynton : 監督クラレンス・ブラウン、1932年 - 出演
- Blondie of the Follies : 監督エドマンド・グールディング、1932年 - 出演
- Faithless : 監督ハリー・ボーモント、1932年 - 出演
- 『ヘル・ビロウ』 Hell Below : 監督ジャック・コンウェイ、1933年 - 出演
- 『紐育歓楽曲』 Made on Broadway : 監督ハリー・ボーモント、1933年 - 出演
- When Ladies Meet : 監督ハリー・ボーモント / ロバート・Z・レナード、1933年 - 出演
- 『舗道の雨』 Another Language : 監督エドワード・H・グリフィス（英語版）、1933年 - 出演
- 『夜間飛行』 Night Flight : 監督クラレンス・ブラウン、1933年 - 出演
- 『大陸非常線』 Fugitive Lovers : 監督リチャード・ボレスラウスキー、1934年 - 出演
- 『殺人魔X』 The Mystery of Mr. X : 監督エドガー・セルウィン、1934年 - 出演
- 『颱風』 Riptide : 監督エドマンド・グールディング、1934年 - 出演
- 『愛の隠れ家』 Hide-Out : 監督W・S・ヴァン・ダイク二世、1934年 - 出演
- 『結婚十分前』 Forsaking All Others : 監督W・S・ヴァン・ダイク二世、1934年 - 出演
- Biography of a Bachelor Girl : 監督エドワード・H・グリフィス、1935年 - 出演
- Vanessa: Her Love Story : 監督ウィリアム・K・ハワード（英語版）、1935年 - 出演
- 『男子牽制』 No More Ladies : 監督エドワード・H・グリフィス / ジョージ・キューカー、1935年 - 出演
- 『極地の青春』 Petticoat Fever : 監督ジョージ・フィッツモーリス、1936年 - 出演
- 『姫君御満足』 Trouble for Two : 監督J・ウォルター・ルーベン（英語版）、1936年 - 出演
- Piccadilly Jim : 監督ロバート・Z・レナード、1936年 - 出演
- 『真珠と未亡人』 The Last of Mrs. Cheyney : 監督リチャード・ボレスラウスキー、1937年 - 出演
- 『夜は必ず来る』 Night Must Fall : 監督リチャード・ソープ、1937年 - 出演
- 『作家と御婦人』 Ever Since Eve : 監督ロイド・ベーコン、1937年 - 出演
- Live, Love and Learn : 監督ジョージ・フィッツモーリス、1937年 - 出演
- The First Hundred Years : 監督リチャード・ソープ、1938年 - 出演
- Yellow Jack : 監督ジョージ・B・サイツ（英語版）、1938年 - 出演
- Three Loves Has Nancy : 監督リチャード・ソープ、1938年 - 出演
- Fast and Loose : 監督エドウィン・L・マリン（英語版）、1939年 - 出演
- The Earl of Chicago : 監督リチャード・ソープ、1940年 - 出演
- Busman's Honeymoon : 監督アーサー・B・ウッズ（英語版）、1940年 - 出演
- 『幽霊紐育を歩く』 Here Comes Mr. Jordan : 監督アレクサンダー・ホール、1941年 - 出演
- 『天国の怒り』 Rage in Heaven：監督W・S・ヴァン・ダイク二世、1941年 - 出演
- 『スミス夫妻』 Mr. and Mrs. Smith : 監督アルフレッド・ヒッチコック、1941年 - 出演
- 『恋愛十字路』  Unfinished Business : 監督グレゴリー・ラ・カーヴァ、1941年 - 出演
- 『コレヒドール戦記』 They Were Expendable : 監督ジョン・フォード、1945年 - 出演
- 『湖中の女』 Lady in the Lake : 1946年 - 監督・出演
- 『桃色の馬に乗れ』 Ride the Pink Horse : 1947年 - 監督・出演
- The Secret Land : 監督オーヴィル・O・ダル（英語版）、1947年 - ナレーション
- 『花嫁の季節』 June Bride : 監督ブレティン・ウィンダスト（英語版）、1948年 - 出演
- The Saxon Charm : 監督クロード・ビニヨン（英語版）、1948年 - 出演
- 『恋人よ、いま一度』 Once More, My Darling : 1949年 - 監督・出演
- 『謎の証人』 Eye Witness : 1950年 - 監督・出演
- 『ロバート・モンゴメリー・プレゼンツ』 Robert Montgomery Presents : テレビ映画シリーズ、1950年 - 1957年
- 『太平洋紅に染まる時/山本元帥とハルゼイ提督』 The Gallant Hours : 1960年 - 監督・製作

## タイトルギャラリー

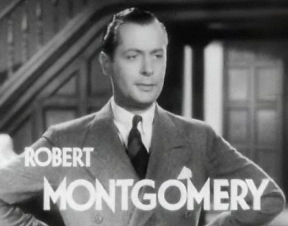
Biography of a Bachelor Girl （1935年）
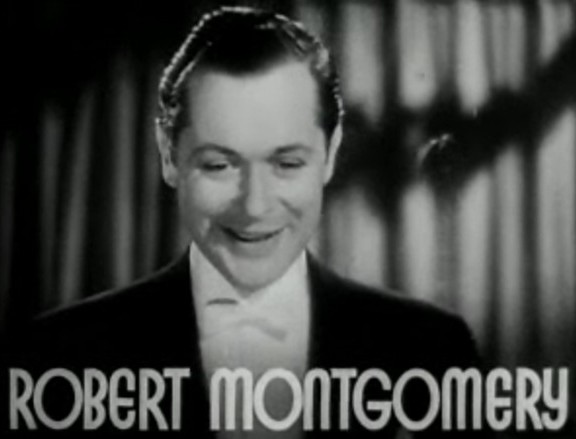
『極地の青春』 （1936年）
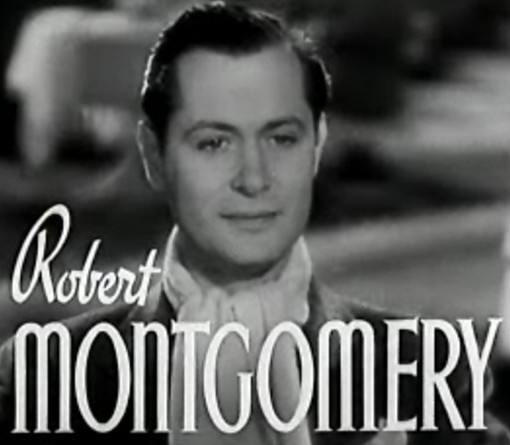
『真珠と未亡人』 （1937年）
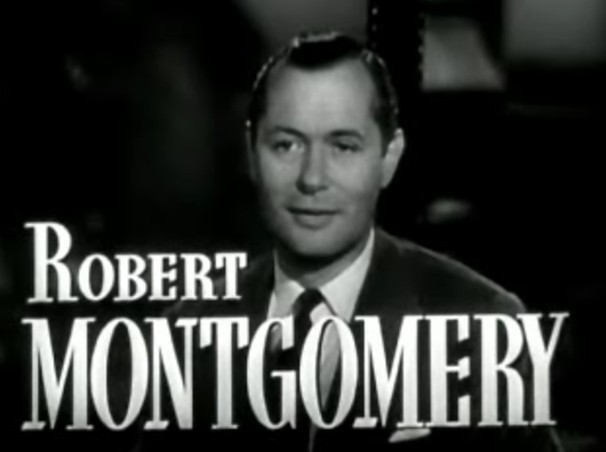
『天国の怒り』 （1941年）

## 関連事項
- ハリウッド・ウォーク・オブ・フェームの星の一覧